# فيا كامبيسينا (حركة شعبية)
لا في إرما كامبيسينا هي منظمة دولية للمزارعين تأسست في عام 1993 في مونس، بلجيكا، وتشكلها 182 منظمة في 81 دولة، ووصف نفسها بأنها «حركة دولية تنسق منظمات الفلاحين من المنتجين الصغار والمتوسطين، والعمال الزراعيين، والنساء الريفيين، والمجتمعات الأصلية، من آسيا وأفريقيا وأمريكا وأوروبا».
فيا كامبيسينا مدافعين عن الزراعة المستدامة القائمة على الاسرة وكانت المجموعة التي صاغت مصطلح «السيادة الغذائية». لا في إرما كامبيسينا تنفذ حملات للدفاع عن حق المزارع في البذور، ووقف العنف ضد المرأة، والإصلاح الزراعي، وبشكل عام للاعتراف بحقوق الفلاحين.

## التاريخ

### الخلفية والنهج

خريطة البلدان مع منظمة عضو في فيا كامبينسيا

ابتداءً من الحكومات في الثمانينيات من القرن الماضي، كانت الحكومات تتدخل أقل في الريف الريفي، مما أدى إلى ضعف السيطرة على الشركات على منظمات الفلاحين مع جعل العيش في الزراعة أكثر صعوبة. ونتيجة لذلك، بدأت مجموعات الفلاحين الوطنية في تكوين علاقات مع المنظمات عبر الوطنية، بدءًا من أمريكا اللاتينية ثم على نطاق عالمي.
ظهرت حركة حقوق الفلاحين من المناصرة الحقوقية الجديدة التي نشأت في عام 1990 ؛ خلال ذلك الوقت، أصبحت حقوق الإنسان وبرامج التنمية متكاملة والتي توسعت من الحقوق السياسية والمدنية لتشمل الحقوق الاجتماعية والاقتصادية. تحركت حركة الفلاحين الزراعيين لتحدي الأيديولوجية المهيمنة لـ النيوليبرالية في الاقتصاد العالمي وإيجاد البدائل التي من شأنها حماية حقوق العمال في جميع أنحاء العالم.

### العلاقة بالكيانات الدولية
تأسست المنظمة في عام 1993 من قبل منظمات المزارعين من أوروبا وأمريكا اللاتينية وآسيا وأمريكا الشمالية وأمريكا الوسطى وأفريقيا. وتابعت المؤسسة جولة أوروغواي من الاتفاق العام بشأن التعريفات الجمركية والتجارة (الجات)، حيث منظمة التجارة العالمية منظمة التجارة العالمية اتفاق بشأن الزراعة وال حقوق الملكية الفكرية المتعلقة بالتجارة (اتفاق تريبس) تم التوقيع عليه والموافقة عليه. تسببت هذه الاتفاقيات في رد فعل عنيف من العديد من الناس في جميع أنحاء العالم للتركيز على المشاكل التقنية بدلا من حق الإنسان في الحصول على الغذاء، وخاصة لأولئك الذين يعيشون في جنوب الكرة الأرضية. كانت العولمة جارية في هذا الوقت، مما أثر على العديد من الصناعات بما في ذلك الزراعة. أعطت لا ف إرما كامبيسينا صغار المزارعين منصة لسماع أصواتهم حول كيفية تأثير هذه التغييرات على حياتهم.
وقد نمت الحركة وأصبحت الآن جزءا من الحوار العالمي بشأن الأغذية والزراعة. وقد قدمت في العديد من المحافل الدولية، مثل:
- ال منظمة الأمم المتحدة للأغذية والزراعة (منظمة الأغذية والزراعة);[11]
- ال الاتحاد الدولي لحماية الأصناف الجديدة من النباتات (أوبوف);[12]
- ال مجلس حقوق الإنسان التابع للأمم المتحدة (مجلس حقوق الإنسان);
- ال المنظمة العالمية للملكية الفكرية (المنظمة العالمية للملكية الفكرية).

وقد شاركت فيا كامبيسينا في المفاوضات من إعلان الأمم المتحدة بشأن حقوق الفلاحين وغيرهم من الذين يعيشون في المناطق الريفية، التي اعتمدتها الجمعية العامة للأمم المتحدة في ديسمبر 2018.

### الأولويات
وفقا لصفحة لا فيا كامبيسينا، الحركات القضايا الرئيسية هي الترويج للسيادة الغذائية. المطالبة بالإصلاح الزراعي؛ سيطرة الناس على الأرض والمياه والأقاليم؛ مقاومة التجارة الحرة. تعزيز النسوية الفلاحية الشعبية. دعم حقوق الإنسان، حقوق العمال المهاجرين؛ تعزيز علم الأحياء الزراعية؛ تعزيز أنظمة بذور الفلاحين؛ زيادة مشاركة الشباب في الزراعة.
في السنوات الأخيرة، ركزت الحركة بشكل أكبر على قضايا النوع الاجتماعي وحقوق المرأة، وعززت معارضتها لـ الشركات عبر الوطنية. كما ركزت على اكتساب الاعتراف بالخطاب حول السيادة الغذائية، واستعادة مصطلح «الفلاح» وإعادة إنشاء هوية فلاحية مشتركة عبر الحدود والثقافات الوطنية. لا في إرما كامبيسينا أيضا شركاء مع الحركات الاجتماعية الأخرى والمنظمات غير الحكومية (المنظمات غير الحكومية) لتعزيز وجودها الدولي.
إن صنع القرار الديمقراطي أمر أساسي لمهمة لا في إرما كامبيسينا، وقد تم تكريسه للتمثيل العادل ومشاركة جميع المشاركين، وإجراء تغييرات هيكلية عند الضرورة. هناك حاجة إلى وجهات نظر الناس في جميع أنحاء العالم لتقييم وتحسين إنتاج الغذاء العالمي والسيادة. جزء من هذا الجهد لتحقيق المساواة بين أعضاء الحركة هو خلق هوية فلاحية مشتركة. وقد أطلق على استعادة هذه الهوية اسم«إعادة البازلاء». وفقا لديسماريس (2008)، فإن مصطلح«فلاح» باللغة الإنجليزية له دلالة تتعلق بما يلي الإقطاعية، ولكن في اللغات والسياقات الأخرى، يكون المعنى أوسع; كامبسينو يأتي من الكلمة كامبو، بمعنى «الريف»، الذي يربط الناس بالأرض. هذا الدلالة الإقطاعية هو أحد الأسباب التي جعلت المنظمة تختار عدم ترجمة اسمها إلى اللغة الإنجليزية.

### الجوائز
في نوفمبر 2018، حصلت فيا كامبيسينا على جائزة نافارا الدولية الخامسة عشرة للتضامن (بريميو إنترناسيونال نافارا لا سوليداريداد).
في يونيو 2018، تم منح الحركة المستقلة والتعددية والثقافات، المستقلة تماما عن أي انتماء سياسي أو اقتصادي، جائزة الربيع الخصبة جائزة التأثير
في عام 2015، حصلت المنظمة على جائزة من الجمعية العلمية لأمريكا اللاتينية للإيكولوجيا الزراعية (سوكلا نسخة محفوظة 31 مارس 2022 على موقع واي باك مشين.) «تقديرا لمثالها في النضال الدؤوب لصالح الإيكولوجيا الزراعية وحقوق الفلاحين، في تنفيذ مهمتها لرعاية الأرض وإطعام العالم والحفاظ على التنوع البيولوجي وتبريد الكوكب، من خلال بحثها المستمر عن السيادة الغذائية في أمريكا اللاتينية.»
في عام 2004، حصل لا ف إرما كامبيسينا على الجائزة الدولية لحقوق الإنسان من قبل التبادل العالمي، في سان فرانسيسكو.

## المنظمة

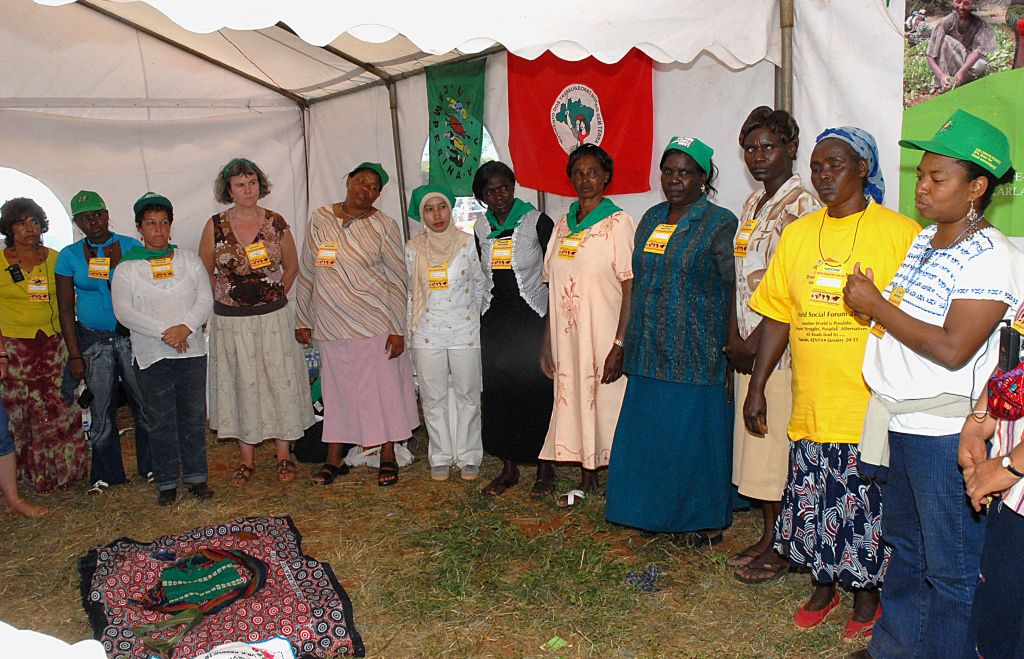
عضوات فيا كامبيسينا خلال 7المنتدى الاجتماعي العالمي (نيروبي, 2007)

لا في إرما كامبيسينا هي حركة شعبية، مع نشاط على المستوى المحلي والوطني. يأتي أعضاء من 81 بلدان، نظمت في 9 المناطق. ويمثل لجنة التنسيق الدولية رجل واحد وامرأة واحدة لكل منطقة وشاب واحد لكل قارة، ينتخب كل منهما من قبل المنظمات الأعضاء في منطقته. مع حوالي 182 منظمة محلية ووطنية كجزء من الحركة، تمثل لا فيا كامبيسينا ما يقدر بنحو 200 مليون مزارع حول العالم.
وفقا لمنسر (2008)، لا فيا كامبيسينا هو مثال على نجاح وتوسيع الحركات عبر الوطنية فيما يتعلق الديمقراطية التشاركية بسبب نموذج تنظيمها والتكيف لضمان التمثيل العادل.

### الاجتماعات
ويجتمع ممثلون من كل منطقة في مؤتمرات دولية كل أربع سنوات تقريبا. عقدت اجتماعات سابقة في مونس في عام 1993, مدينة تلاكسكالا في عام 1996, بنغالور في عام 2000, شيمو باولو في عام 2004, مابوتو في عام 2008, جاكرتا في عام 2013، وديريو في عام 2017. الدولية الأمانة يغير موقعه المركزي كل 4 سنوات بناء على القرار المتخذ في المؤتمر الدولي. وكانت المواقع السابقة هي بلجيكا (1993-1996) وهندوراس (1997-2004) وإندونيسيا (2005-2013).
ومنذ أيلول / سبتمبر 2013، توجد الأمانة في هراري، زمبابوي. المنسق العام الحالي هو إليزابيث مبوفو تركز منظمة الصحة العالمية على العنف ضد المرأة، وأصوات الشباب، وحرية البذور العالمية.

### مشاركة المرأة
تم تجاهل الجنس باعتباره اعتبارا في بداية الحركة. عند التوقيع على إعلان ماناغوا-مقدمة لا ف إرما كامبيسينا-كان جميع الحاضرين من 8 رجال. بدأت النساء الفلاحات في المشاركة بشكل أكبر والضغط من أجل حقوق المرأة في المؤتمر الدولي في تلاكسكالا في عام 1996. في هذا الاجتماع، قرروا تشكيل لجنة مخصصة لحقوق المرأة وقضايا النوع الاجتماعي، والتي أصبحت في النهاية لجنة المرأة في إرما كامبيسينا. كما شاركت النساء في اللجنة مشاركة كبيرة في تحرير مشروع الموقف الأساسي بشأن السيادة الغذائية الذي عرض في مؤتمر القمة العالمي للأغذية في عام 1996. وشملت هذه المسائل الصحة باعتبارها اعتبارا لإنتاج الأغذية دون استخدام المواد الكيميائية الزراعية، فضلا عن أهمية مشاركة المرأة في تغيير السياسات لأن المرأة عادة ما تمنع من المشاركة السياسية. ولا تزال نساء لا ف إرما كامبسينا يعملن من أجل زيادة تمثيل الفلاحات وإشراكهن، لا سيما في المناصب القيادية.

## السيادة الغذائية
قدم لا ف إرما كامبيسينا حق السيادة الغذائية في مؤتمر القمة العالمي للأغذية في عام 1996 باسم «حق الشعوب في الغذاء الصحي والملائم ثقافيا المنتجة من خلال أساليب مستدامة وحقهم في تحديد النظم الغذائية والزراعية الخاصة بهم.» تشير عبارة «مناسبة ثقافياً» إلى أن الطعام المتاح ويمكن الوصول إليه للسكان يجب أن يتناسب مع الخلفية الثقافية للأشخاص الذين يستهلكونه. على سبيل المثال، لن تندرج منتجات القمح المدعومة والمستورد تحت هذه الفئة في بلد كانت فيه الأطعمة القائمة على الذرة أساسًا للوجبات التقليدية.
| المسألة                                                | النموذج المهيمن | السيادة الغذائية |
| ------------------------------------------------------ | --- | --- |
| التجارة                                                | التجارة الحرة في كل شيء | الأغذية والزراعة معفاة من الاتفاقيات التجارية |
| أولوية الإنتاج                                         | أغروكسبورتس | الغذاء للأسواق المحلية |
| أسعار المحاصيل                                         | 'ما يمليه السوق' (ترك الآليات التي تخلق كل من انخفاض أسعار المحاصيل وارتفاع أسعار المواد الغذائية المضاربة سليمة)                              | أسعار عادلة تغطي تكاليف الإنتاج وتسمح للمزارعين وعمال المزارع بحياة كريمة |
| الوصول إلى الأسواق                                     | الوصول إلى الأسواق الخارجية | الوصول إلى الأسواق المحلية؛ وضع حد لتهجير المزارعين من أسواقهم بسبب الأعمال التجارية الزراعية |
| الإعانات                                               | في حين يحظر في العالم الثالث، ويسمح العديد من الإعانات في الولايات المتحدة وأوروبا، ولكن تدفع فقط لأكبر المزارعين                              | لا بأس بالإعانات التي لا تضر بالبلدان الأخرى عن طريق الإغراق (أي منح الإعانات فقط للمزارعين الأسريين للتسويق المباشر، ودعم الأسعار/ الدخل، والحفاظ على التربة، والتحول إلى الزراعة المستدامة، والبحوث، وما إلى ذلك.) |
| الغذاء                                                 | أساسا سلعة; في الممارسة العملية، وهذا يعني معالجتها، الأغذية الملوثة التي هي كاملة من الدهون، السكر، شراب الذرة عالي الفركتوز والمخلفات السامة | حق من حقوق الإنسان: على وجه التحديد، يجب أن يكون صحيا ومغذيا وبأسعار معقولة وملائما ثقافيا ومنتجا محليا |
| القدرة على إنتاج                                       | خيار للكفاءة الاقتصادية | حق الشعوب الريفية |
| الجوع                                                  | بسبب انخفاض الإنتاجية | مشكلة الوصول والتوزيع بسبب الفقر وعدم المساواة |
| الأمن الغذائي                                          | يتحقق عن طريق استيراد المواد الغذائية | أعظم عندما يكون إنتاج الغذاء في أيدي الجياع، أو يتم إنتاجه محليا |
| السيطرة على الموارد الإنتاجية (الأرض والمياه والغابات) | خصخصتها | تحت سيطرة المجتمع المحلي |
| الحصول على الأرض                                       | عبر السوق | عن طريق الإصلاح الزراعي |
| البذور                                                 | السلع القابلة للبراءة | التراث المشترك للبشرية، الذي تحفظه المجتمعات والثقافات الريفية؛ 'لا براءات اختراع على الحياة' |
| الائتمان والاستثمار الريفيان                           | من البنوك والشركات الخاصة | من القطاع العام، مصممة لدعم الزراعة الأسرية |
| الإغراق                                                | ليست مشكلة | يجب أن تكون محظورة |
| الاحتكار                                               | ليست مشكلة | جذر معظم المشاكل |
| الإفراط في الإنتاج                                     | لا شيء من هذا القبيل، بحكم التعريف | يدفع الأسعار إلى الانخفاض والمزارعين إلى الفقر؛ نحن بحاجة إلى سياسات إدارة الإمدادات في الولايات المتحدة والاتحاد الأوروبي                                                                                           |
| تكنولوجيا الزراعة                                      | الصناعية، الأحادية، الثورة الخضراء، الكيميائية المكثفة؛ يستخدم الكائنات المعدلة وراثيا                                                         | الزراعة الإيكولوجية، الزراعة المستدامة، لا الكائنات المعدلة وراثيا |
| المزارعين                                              | مفارقة تاريخية، سوف تختفي غير فعالة | حراس الثقافة والأصول الوراثية للمحاصيل؛ مشرفون على الموارد الإنتاجية؛ مستودعات المعرفة؛ علامة داخلية وبنة بناء للتنمية الاقتصادية الشاملة والواسعة النطاق                                                            |
| المستهلكين في المناطق الحضرية                          | العمال أن تدفع أقل قدر ممكن | تحتاج أجور المعيشة |
| الكائنات المعدلة وراثيا                                | موجة المستقبل | سيئة للصحة والبيئة؛ تكنولوجيا غير ضرورية |
| المصدر: روسيت (2003)                                   | | |

### السيادة الغذائية مقابل الأمن الغذائي
السيادة الغذائية تختلف عن الأمن الغذائي. تم تعريف الأمن الغذائي على أنه «الوصول المادي والاجتماعي والاقتصادي إلى طعام كاف وآمن ومغذي... في جميع الأوقات لتلبية تفضيلات [السكان] الغذائية والغذائية لحياة نشطة وصحية» بقلم د.مويو في الاجتماع السنوي للجمعية الأمريكية للقانون الدولي في عام 2007. يركز الأمن الغذائي بشكل أكبر على توفير الغذاء للجميع بأي وسيلة ضرورية، سواء عن طريق الإنتاج المحلي أو الواردات العالمية. ونتيجة لذلك، تؤكد السياسات الاقتصادية المعنية بالأمن الغذائي عادة الزراعة الصناعية يمكن أن تنتج المزيد من المواد الغذائية أرخص.

### أنظمة الغذاء
يعرف فريدمان أ نظام الغذاء باعتبارها «قاعدة تحكم هيكل إنتاج واستهلاك الغذاء على نطاق عالمي». يتميز النظام الغذائي بفترة انتقالية في إنتاج الغذاء تؤدي إلى تغيير اجتماعي وسياسي واقتصادي كبير. يمكن تسمية الوضع الحالي للإنتاج الغذائي العالمي بـ«النظام الغذائي للشركات» بسبب تركيز توريد وتجهيز الأغذية في القطاع الخاص. على سبيل المثال، تتحكم الشركات الأمريكية في إنتاج الغذاء من خلال التعاقد من الباطن مع صغار المزارعين، مما يسمح لهم بالمشاركة والربح دون تحمل مخاطر الزراعة، مثل الطقس والمرض. أنظمة الغذاء هي نتيجة «الصراعات السياسية بين الفئات الاجتماعية المتنافسة» للسيطرة على كيفية تأطير إنتاج الغذاء وتصويره، وفقا لماكمايكل. جاء النظام الغذائي للشركات حول مع النيوليبرالية النظرية الاقتصادية التي تحركها الكفاءة وتحرير التجارة، وتنص على أنه يجب على الدول تركيز جهودها ومواردها على إنتاج السلع والخدمات حيث تتمتع بميزة مقارنة بالدول الأخرى (أي السلع التي هي الأفضل في إنتاجها)، كما استشهد بها فيليب مكمايكل. وقد وجدت النظام الغذائي للشركات فقط لآخر 100 سنوات، بالمقارنة مع آلاف السنين قبل التصنيع وال الثورة الخضراء.

### مزيد من القراءة
- ديسمارايس، أنيت أوركلي (2007): لا في إرما كامبيسينا: العولمة وقوة الفلاحين، فيرنوود للنشر، (ردمك 978-0-7453-2704-4)
- مارتي إرمنيز-توريس، مار إرما إيلينا، وبيتر م. روسيت، «لا في إرما كامبيسينا: ولادة وتطور حركة اجتماعية عبر وطنية», مجلة دراسات الفلاحين, 2010

### الروابط الداخلية
- الحركة البيئية
- حركة الفلاحين
- إعلان الأمم المتحدة حول حقوق الفلاحين
- عقد الأمم المتحدة من الزراعة الأسرية
- السياسة الزراعية
- استعادة البيئة الزراعية
- حركة العودة إلى الأراضي
- زراعة الأسرة
- طعام محلي
- اتفاق عام بشأن التعريفات والتجارة (GATT)
- منظمة التجارة العالمية (منظمة التجارة العالمية)
- منظمة التجارة العالمية اتفاق على الزراعة
- منظمة التجارة العالمية اتفاقية الرحلات
- الاتحاد الوطني للمزارعين في كندا
- Abahlali basemjondolo في جنوب إفريقيا
- Bhumi Uchhed Pratirodh Commission في الهند
- Sindicato labrego galego-comisións labregas في جليقية.
- زاباتيستا في المكسيك
- Fanmi Lavalas في هايتي
- مسيرة طعام جيدة
- نيليني
- حركة العمال المشردين في البرازيل
- حركة شعوب الأراضي في جنوب إفريقيا
- حركة عمال الأراضي في البرازيل
- حركة العدالة en el barrio في  الولايات المتحدة الأمريكية
- Narmada Bachao Andolan في الهند
- استرجع الأرض في الولايات المتحدة الأمريكية
- The Western Cape Anti-Encluction Campaign في جنوب إفريقيا
- The indonesian Peasants Union في إندونيسيا
- علم الأحياء الزراعية
- إليزابيث مبوفو
- Guy Kastler
- خوسيه بوفي

### روابط خارجية
- إرما كامبيسينا الصفحة الرئيسية باللغة الإنجليزية
- نحن لا الخامسíكامبيسينا نسخة محفوظة 27 يوليو 2017 على موقع واي باك مشين. فيديو العرض
- قائمة الأعضاء نسخة محفوظة 20 أبريل 2022 على موقع واي باك مشين.
- إعلان حقوق الفلاحين-النساء والرجال نسخة محفوظة 12 أكتوبر 2018 على موقع واي باك مشين.
- وثائق سياسة لا في إرما كامبيسينا نسخة محفوظة 4 أبريل 2012 على موقع واي باك مشين.
- النشرة الإخبارية الدولية لنيليني، صوت حركة السيادة الغذائية، حيث الخامسíتشارك كامبيسينا
- إصدار الكتيب التنظيمي 2016
- الحرب على العوز الخامسíصفحة مشروع كامبسينا
- Víكامبيسينا: حركة اجتماعية عبر وطنية متطورة على الموقع الإلكتروني لل المعهد عبر الوطني
- الآلاف يسيرون في كانكون في لوس أنجلوسí«اليوم العالمي للعمل من أجل العدالة المناخية», تقرير فيديو بواسطة الديمقراطية الآن!